# Progreso Alfarache Arrabal
Progreso Alfarache Arrabal (Algesires, 1888 - Ciutat de Mèxic, 20 de febrer de 1964) fou un anarcosindicalista andalús, també conegut amb el pseudònim d'Antonio Rodríguez.

## Biografia
D'educació autodidacta, treballà de linotipista i el 1919 va ser un dels delegats del Sindicat d'Arts Gràfiques de Sevilla al congrés de la CNT del Teatre de la Comedia de Madrid. El mateix any fou detingut per primer cop a causa de la seva participació en la vaga dels lloguers. El 1920 fou nomenat secretari del Comitè Regional d'Andalusia de la CNT i redactor de Solidaridad Obrera, i durant la Dictadura de Primo de Rivera s'hagué d'exiliar a França. El 1929 va fer amistat amb l'escriptor Ramón J. Sender i el 1930 s'establí a Barcelona, on exercí de secretari del Comitè Nacional de la CNT (27 de juny-desembre de 1930). L'agost de 1930 participà, amb Rafael Vidiella, com a observador de la CNT del que després seria el Pacte de Sant Sebastià. Per aquest motiu fou detingut a Jerez de la Frontera el 27 de setembre de 1930, i no fou alliberat fins al març de 1931.
Després de la proclamació de la Segona República Espanyola va anar a Madrid a participar en el Congrés Confederal Extraordinari de la CNT (11-16 de juny de 1931). L'agost d'aquell any va fou un dels promotors i redactors del Manifest dels Trenta, raó per la qual fou exclòs de la CNT i es va arrenglerar amb els sindicats cenetistes d'oposició.
L'abril de 1932 participà en el Ple Extraordinari de la CRTC a Sabadell i el 28 de maig de 1932 fou condemnat a sis mesos de presó per injúries a la guàrdia civil en un article publicat a Solidaridad Obrera. El setembre de 1933 va ser nomenat vicesecretari del Sindicat d'Indústries Gràfiques i Similars de la CNT de Barcelona i participà en la creació de l'Aliança Obrera.
Durant la guerra civil espanyola va ser membre del Consell d'Economia de la Generalitat de Catalunya i va ser el secretari d'Horacio Martínez Prieto quan aquest va ser nomenat ministre. En acabar la guerra va poder aconseguir exiliar-se a Mèxic, on va defensar les tesis col·laboracionistes i va organitzar en 1942 el grup Nueva FAI, oposat als postulats defensats per Joan García Oliver. El 1944 va ser secretari de la CNT a Mèxic i el 1945 participà en nom del Moviment Llibertari Espanyol com a Director General de Pesca del ministre d'Obres Públiques Horacio Martínez Prieto en el Govern de la Segona República Espanyola en l'exili de José Giral a Mèxic. A finals de 1946 tornà clandestinament a Espanya per a representar els exiliats en el Comitè Nacional de la CNT, però fou detingut a Madrid el març de 1947 i tancat al Penal d'Ocaña. Després de passar uns anys a la presó tornà a Mèxic, on dirigí la revista "Comunidad Ibérica" des de 1963. Va morir d'una complicació després d'una operació al Sanatorio Español de Mèxic.